# Дейсленд
Дейсленд (англ. Daysland) — містечко в Канаді, у провінції Альберта, у складі муніципального району Флегстафф.

## Населення
За даними перепису 2016 року, містечко нараховувало 824 особи, показавши зростання на 2,1%, порівняно з 2011-м роком. Середня густина населення становила 471,1 осіб/км².
З офіційних мов обидвома одночасно володіли 15 жителів, тільки англійською — 715. Усього 40 осіб вважали рідною мовою не одну з офіційних, з них 5 — українську.
Працездатне населення становило 335 осіб (57,3% усього населення), рівень безробіття — 6% (6,1% серед чоловіків та 8,6% серед жінок). 79,1% осіб були найманими працівниками, а 20,9% — самозайнятими.
Середній дохід на особу становив $45 991 (медіана $38 656), при цьому для чоловіків — $59 292, а для жінок $34 146 (медіани — $55 424 та $28 736 відповідно).
29,3% мешканців мали закінчену шкільну освіту, не мали закінченої шкільної освіти — 26,7%, 45,7% мали післяшкільну освіту, з яких 17% мали диплом бакалавра, або вищий.
| Статево-вікова структура населення | Статево-вікова структура населення | Статево-вікова структура населення | Статево-вікова структура населення | Статево-вікова структура населення |
| ---------------------------------- | ---------------------------------- | ---------------------------------- | ---------------------------------- | ---------------------------------- |
|                                    |                                    |                                    |                                    |                                    |
| Всього                             | Всього                             | 45,7%54,3%                         |                                    |                                    |
| 0 — 14 років                       | 0 — 14 років                       |                                    | 15,1%                              | 15,1%                              |
| 15 — 64 років                      | 15 — 64 років                      |                                    | 54,2%                              | 54,2%                              |
| 65 і більше                        | 65 і більше                        |                                    | 30,7%                              | 30,7%                              |
| 85 і більше                        | 85 і більше                        |                                    | 7,2%                               | 7,2%                               |
| Середній вік (років)               | Середній вік (років)               | 46,349,5                           | 48,0                               | 48,0                               |
| Медіана (років)                    | Медіана (років)                    | 49,253,8                           | 52,2                               | 52,2                               |
| — чоловіки — жінки                 |                                    |                                    |                                    |                                    |

| Походження мешканців:     | Походження мешканців:     | Походження мешканців: | Походження мешканців: | Походження мешканців: |
| ------------------------- | ------------------------- | --------------------- | --------------------- | --------------------- |
| Походження                |                           |                       | осіб                  | %                     |
| Корінні американці        | Корінні американці        |                       | 60                    | 7.28%                 |
| Інше північноамериканське | Інше північноамериканське |                       | 200                   | 24.27%                |
| Європейське               | Європейське               |                       | 595                   | 72.21%                |
| британське                | британське                |                       | 345                   | 41.87%                |
| французьке                | французьке                |                       | 60                    | 7.28%                 |
| українське                | українське                |                       | 135                   | 16.38%                |
| Латинськоамериканське     | Латинськоамериканське     |                       | 15                    | 1.82%                 |
| Азійське                  | Азійське                  |                       | 20                    | 2.43%                 |

| Зайнятість населення за галузями (за класифікацією NOC): | Зайнятість населення за галузями (за класифікацією NOC): | Зайнятість населення за галузями (за класифікацією NOC): | Зайнятість населення за галузями (за класифікацією NOC): | Зайнятість населення за галузями (за класифікацією NOC): |
| -------------------------------------------------------- | -------------------------------------------------------- | -------------------------------------------------------- | -------------------------------------------------------- | -------------------------------------------------------- |
|                                                          |                                                          |                                                          |                                                          |                                                          |
| Управління                                               | Управління                                               |                                                          | 9%                                                       | 9%                                                       |
| Бізнес, фінанси та адміністрування                       | Бізнес, фінанси та адміністрування                       |                                                          | 17,9%                                                    | 17,9%                                                    |
| Природничі та прикладні науки                            | Природничі та прикладні науки                            |                                                          | 3%                                                       | 3%                                                       |
| Охорона здоров'я                                         | Охорона здоров'я                                         |                                                          | 13,4%                                                    | 13,4%                                                    |
| Освіта, правозахист, муніципальні та урядові служби      | Освіта, правозахист, муніципальні та урядові служби      |                                                          | 4,5%                                                     | 4,5%                                                     |
| Роздрібна торгівля та послуги                            | Роздрібна торгівля та послуги                            |                                                          | 22,4%                                                    | 22,4%                                                    |
| Гуртова торгівля, транспорт та обладнання                | Гуртова торгівля, транспорт та обладнання                |                                                          | 13,4%                                                    | 13,4%                                                    |
| Природні ресурси, сільське господарство                  | Природні ресурси, сільське господарство                  |                                                          | 7,5%                                                     | 7,5%                                                     |
| Виробництво                                              | Виробництво                                              |                                                          | 7,5%                                                     | 7,5%                                                     |

## Клімат
Середня річна температура становить 2,3°C, середня максимальна – 21,5°C, а середня мінімальна – -21,8°C. Середня річна кількість опадів – 421 мм.
| Клімат поселення                              | Клімат поселення | Клімат поселення | Клімат поселення | Клімат поселення | Клімат поселення | Клімат поселення | Клімат поселення | Клімат поселення | Клімат поселення | Клімат поселення | Клімат поселення | Клімат поселення | Клімат поселення |
| Показник                                      | Січ.             | Лют.             | Бер.             | Квіт.            | Трав.            | Черв.            | Лип.             | Серп.            | Вер.             | Жовт.            | Лист.            | Груд.            |                  |
| Середній максимум, °C                         | −8,54            | −4,56            | 1,62             | 10,80            | 17,20            | 21,45            | 21,36            | 20,70            | 15,50            | 9,50             | −0,52            | −7,48            |                  |
| Середня температура, °C                       | −15,19           | −11,21           | −5,02            | 4,16             | 10,53            | 14,80            | 16,40            | 15,79            | 10,54            | 4,58             | −5,48            | −12,43           |                  |
| Середній мінімум, °C                          | −21,84           | −17,87           | −11,68           | −2,5             | 3,90             | 8,15             | 11,45            | 10,81            | 5,58             | −0,39            | −10,44           | −17,4            |                  |
| Норма опадів, мм                              | 19               | 12               | 17               | 25               | 42               | 76               | 78               | 61               | 41               | 18               | 17               | 15               |                  |
| Середньомісячна швидкість вітру, м/с          | 3.50             | 3.40             | 3.60             | 3.90             | 3.90             | 3.60             | 3.30             | 3.10             | 3.30             | 3.50             | 3.64             | 3.55             |                  |
| Середньомісячна сонячна радіація, кДж/м²·день | 3781             | 7345             | 12465            | 17470            | 20688            | 22057            | 22621            | 18925            | 12911            | 7744             | 3945             | 2756             |                  |
| --------------------------------------------- | ---------------- | ---------------- | ---------------- | ---------------- | ---------------- | ---------------- | ---------------- | ---------------- | ---------------- | ---------------- | ---------------- | ---------------- | ---------------- |
| Джерело:                                      |                  |                  |                  |                  |                  |                  |                  |                  |                  |                  |                  |                  |                  |

## Галерея

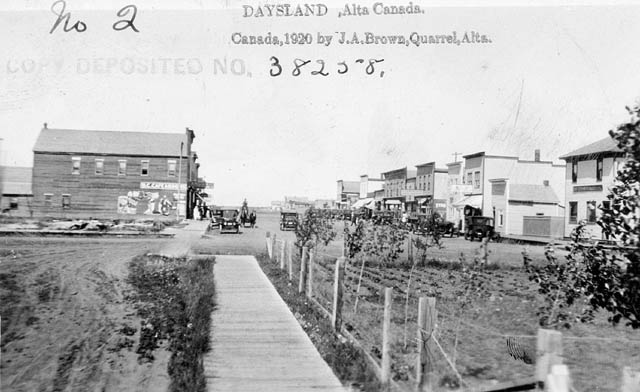
Дейсленд у 1920 році
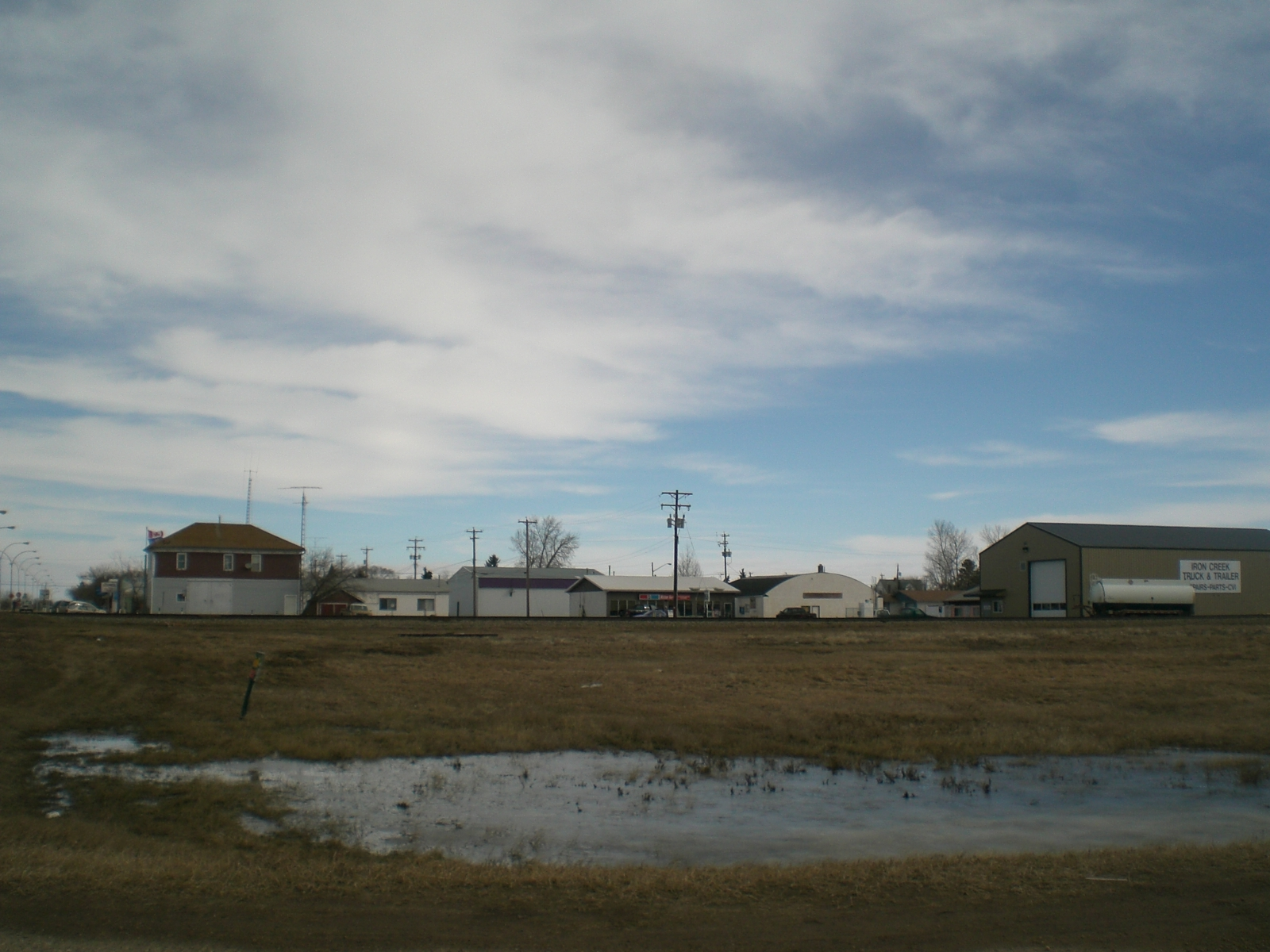
Вид на південну околицю з автошляху 13 Альберти (2007)
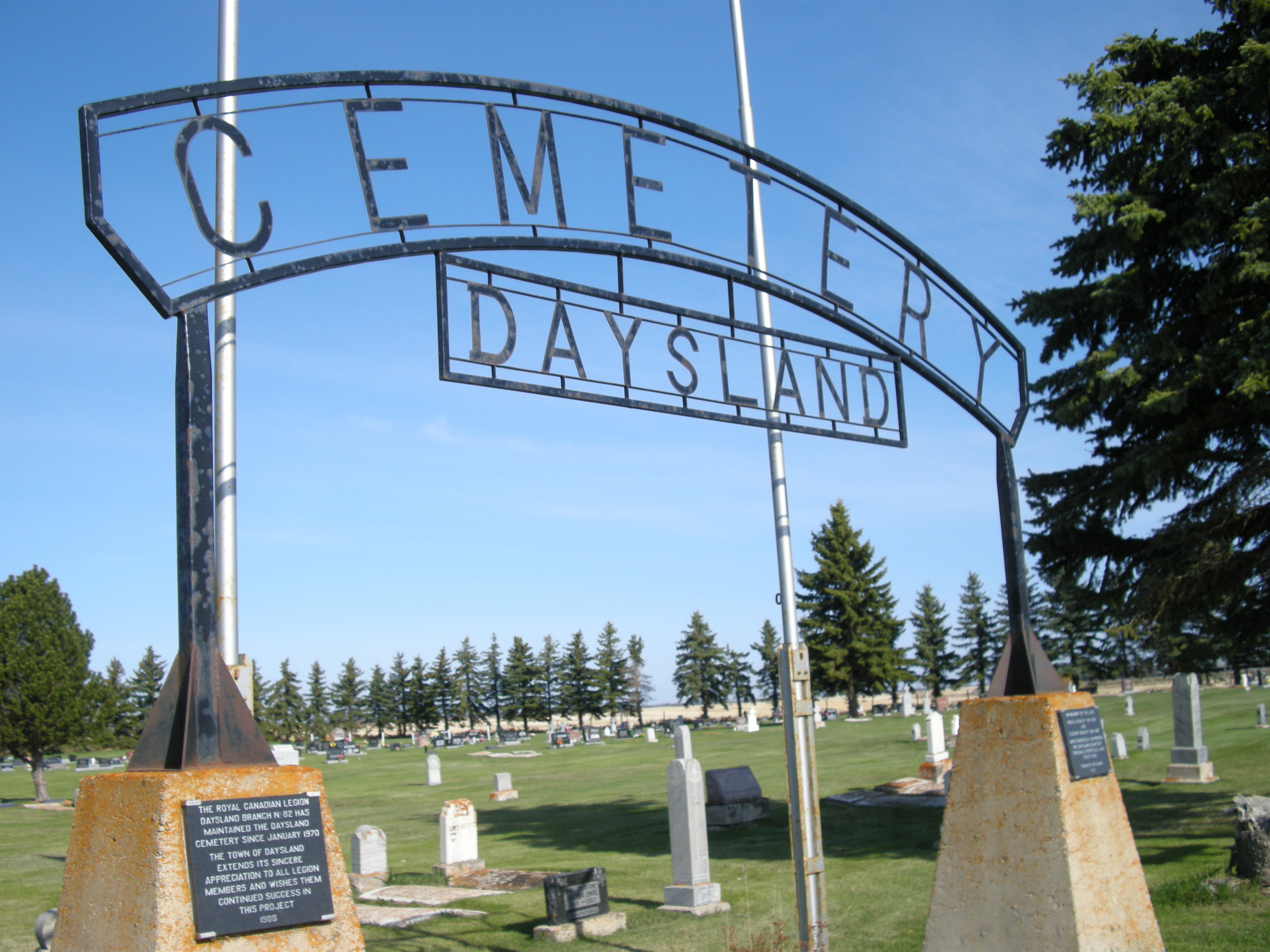
Дейслендське кладовище (2012)